# Kim Kardashianová
Kim Kardashian (provdaná Kimberly Kardashian West, rodným jménem Kimberly Noel Kardashian, * 21. října 1980 Los Angeles) je americká televizní osobnost, modelka a podnikatelka arménského původu a bývalá manželka rappera Kanyeho Westa.

## Život
Vyrůstala v bohaté čtvrti Los Angeles Beverly Hills, neboť její otec, Robert Kardashian, byl zakladatel firmy Movie Tunes, Inc a slavný právník (mimo jiné obhajoval hráče amerického fotbalu O. J. Simpsona, svého osobního přítele). Její přítelkyní z dětství byla Paris Hiltonová, k níž je Kim, jakožto typ celebrity, často přirovnávána. V mládí pracovala v otcově firmě, poté se chtěla prosadit jako herečka, to se ale nezdařilo.
Roku 2006 se vrátila k byznysu a otevřela si se svými dvěma sestrami butik a módní podnik D-A-S-H, ve městě Calabasas.
V roce 2007 se na veřejnost dostalo její soukromé erotické video, které natočila společně se svým tehdejším přítelem Rayem J. Společnost Vivid Entertainment za nahrávku zaplatila milion dolarů a začala jí prodávat pod názvem Kim Kardashian Superstar. Kim firmu zažalovala a vysoudila pětimilionové odškodné. Její nahrávka jí získala status celebrity a televizní společnost E! Network nabídla Kim vlastní pořad, reality show zachycující její život a život její rodiny (sestry Kourtney a Khloé, bratr Robert, matka Kris Jennerová, nevlastní otec a olympijský medailista Bruce Jenner a jejich dcer Kendall a Kylie). Pořad se jmenoval Keeping Up with the Kardashians a zaznamenal úspěch. Následně nafotila i erotické snímky pro časopis Playboy.
Roku 2008 se Kim Kardashian stala na vyhledávači Google nejvyhledávanější celebritou v USA, kterou až do té doby byla zpěvačka Britney Spearsová. Stala se tváří firmy Bongo Jeans a připravila vlastní značku parfému. Dále se pokoušela prorazit i ve filmu, ovšem vysloužila si za to několik nominací na Zlatou malinu za nejhorší herecký výkon.
Kim Kardashian byla třikrát vdána, její manželství skončila rozvody. Roku 2012 se stala přítelkyní rappera Kanyeho Westa. V roce 2013 se jim narodila dcera North. Roku 2014 se pak pár vzal v italské Florencii a o rok později, 5. prosince 2015, se jim narodil syn Saint West. Dne 15. ledna 2018 jí náhradní matka porodila dceru Chicago West. Dne 9. května 2019 jí jiná náhradní matka porodila syna Psalm West.
Kim Kardashian se s Kanyem rozvedla v roce 2022.